# Karenus Kristofer Thinn
Karenus Kristofer Thinn (født 19. december 1850 på Toten, død 24. marts 1942) var en norsk dommer. 
Han blev student 1869, cand. jur. 1874 og var så et par år edsvoren sorenskriverfuldmægtig. Efter i 6 år at have været kontorchef ved Kristiania fattigvæsens ekspeditionskontor, blev han 1884 konstitueret som assessor i Kristiania Byret. I 1889 udnævntes han til statsadvokat for Trondhjems lagsogn og 1891 til lagmand i Haalogaland. I 1901 blev han forflyttet i samme egenskab til Borgarting og Agder lagdømme. Siden 1902 var han hvert år beskikket til at tiltræde rigets Højesteret som ekstraordinær assessor efter tilkaldelse. 19. januar 1909 blev han udnævnt til justitiarius i denne ret, hvilket embede han fratrådte 1920 i hensyn til loven af 14. Maj 1917 om aldersgrænse for offentlige tjenestemænd. Ved sin virksomhed som 
justitiarius befæstede han sin anseelse som en fremragende dommer. 1916 og 1920 tjenstgjorde han som formand i forskellige af regeringen nedsatte voldgiftsretter til pådømmelse af arbejdstvister.